# Peratherium
Peratherium is een geslacht van uitgestorven buideldieren uit de familie Herpetotheriidae. Dit dier was een op grond levende omnivoor die tijdens het Eoceen en Oligoceen in Noord-Amerika, Europa en Azië voorkwam.
In Noord-Amerika verscheen Peratherium met zekerheid bij aanvang van het Eoceen in het vroegste Wasatchian, het Wa-M, van het Bighorn-bekken in Wyoming. Een fossiele vondst uit het Tiffanian behoort echter mogelijk ook tot Peratherium. Het geslacht is verder uit Noord-Amerika bekend uit Colorado, de Tuscahoma-formatie in Mississippi, Texas, Utah en Saskatchewan. Fossielen van Peratherium uit het Eoceen zijn in Europa gevonden in het Belgische Dormaal, de Franse Soissonnais-formatie, Portugal, Spanje, Duitsland en Engeland. In Europa overleefde dit buideldier tot in het Vroeg-Oligoceen. Uit deze periode is ook een fossiele vondst in Oman bekend.